# Bivacco Lago Tzan
Il bivacco Lago Tzan è un bivacco della Valtournenche, in Valle d'Aosta.
È ubicato poco a sud del lago Tzan, nel vallone omonimo.

## Storia

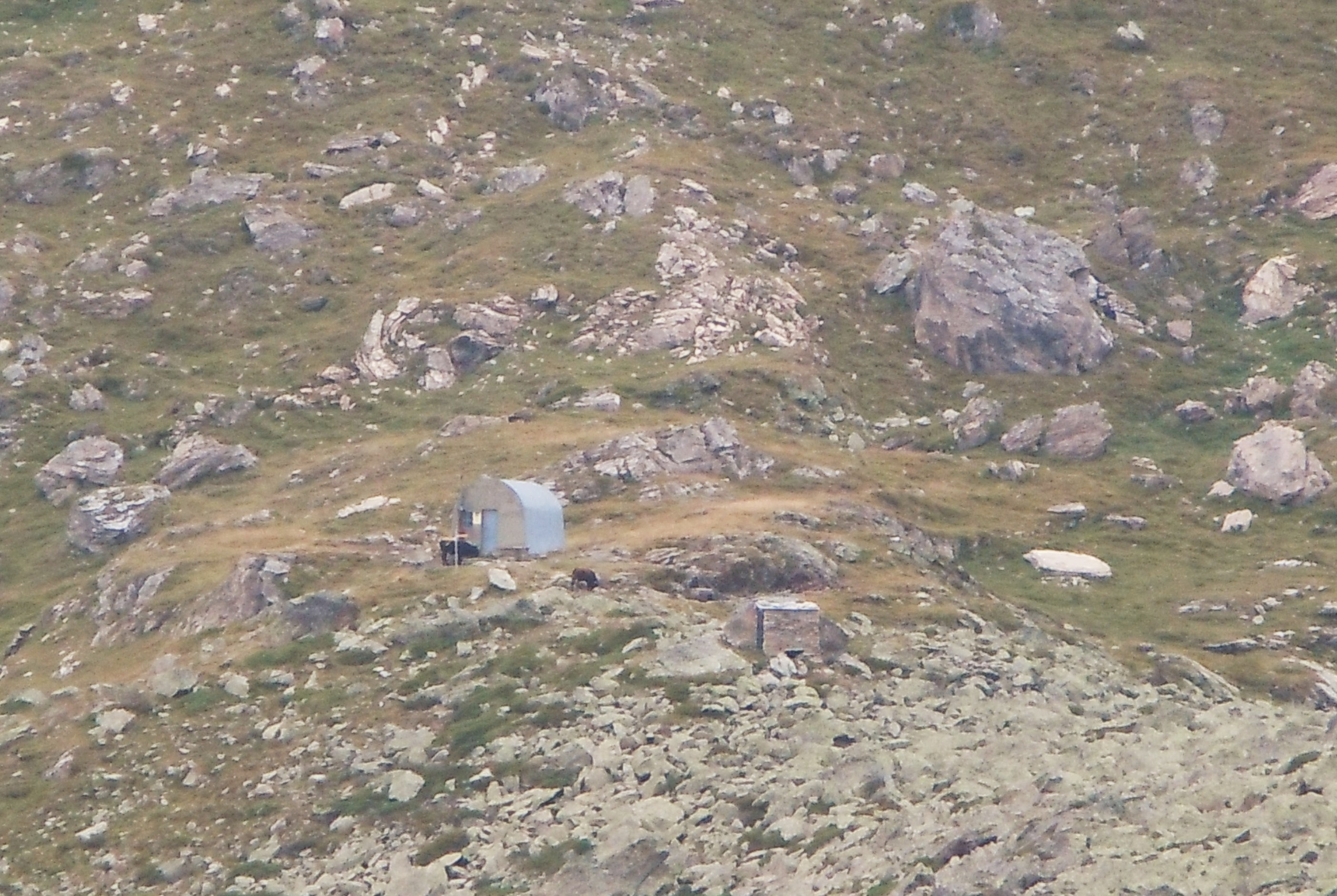
Il bivacco ripreso dal sentiero che conduce al bivacco Rivolta.

Il bivacco è stato inaugurato nel 1968.

## Accessi
Si può raggiungere il bivacco partendo da  Semptumian (1650 m - poco sopra Torgnon) in circa 3h e 30.

## Ascensioni
- Dôme de Tzan (PD)
- Punte Chavacour (3191 m).
- Monte Redessau (3253 m).
- Parete sud della Punta Cian

Si può seguire l'alta via verso la  Finestra di Cignana (2534 m). Altre escursioni più lunghe portano al  col Chavacour (2978 m) e alla Cima Bianca (3009 m).

## Traversate
Il bivacco può essere utilizzato come tappa sull'alta via della Val d'Aosta n. 1 e può essere raggiunto deviando dalla Grande Balconata del Cervino.

## Sci alpinismo
Vi sono mete interessanti come la Cima Bianca, il  col Chavacour e il  Dôme de Tzan.